# Acide mévalonique
L’acide mévalonique est un composé organique clé en biochimie. Cet acide est obtenu à partir du métabolisme des sucres. 
L'acide mévalonique est formé par condensations successives de 3 molécules d'acétyl-coenzyme A. La réaction est catalysée par l’hydroxyméthylglutaryl-coenzyme A synthétase. L’hydroxyméthylglutaryl-coenzyme A réductase réduit spécifiquement le 3-hydroxy-3-méthylglutarylcoenzyme A (HMG-CoA) formé en 3R-mévalonique (MVA).
La voie du mévalonate', ou voie de l'acide mévalonique', également appelée voie de l'HMG-CoA réductase produit des métabolites utilisés dans des processus tels que la synthèse des terpénoïdes et des stéroïdes, la prénylation des protéines, la maintenance des membranes cellulaires, la synthèse d'hormones, l'ancrage des protéines à la membrane plasmique, ou encore la N-glycosylation.
L’acide mévalonique est très soluble dans l’eau et dans les solvants organiques polaires. Il existe en équilibre avec la forme lactone, appelée mévalolactone, formée par condensation interne de son alcool terminal avec sa fonction acide carboxylique.